# フリードリヒ・クラーマー

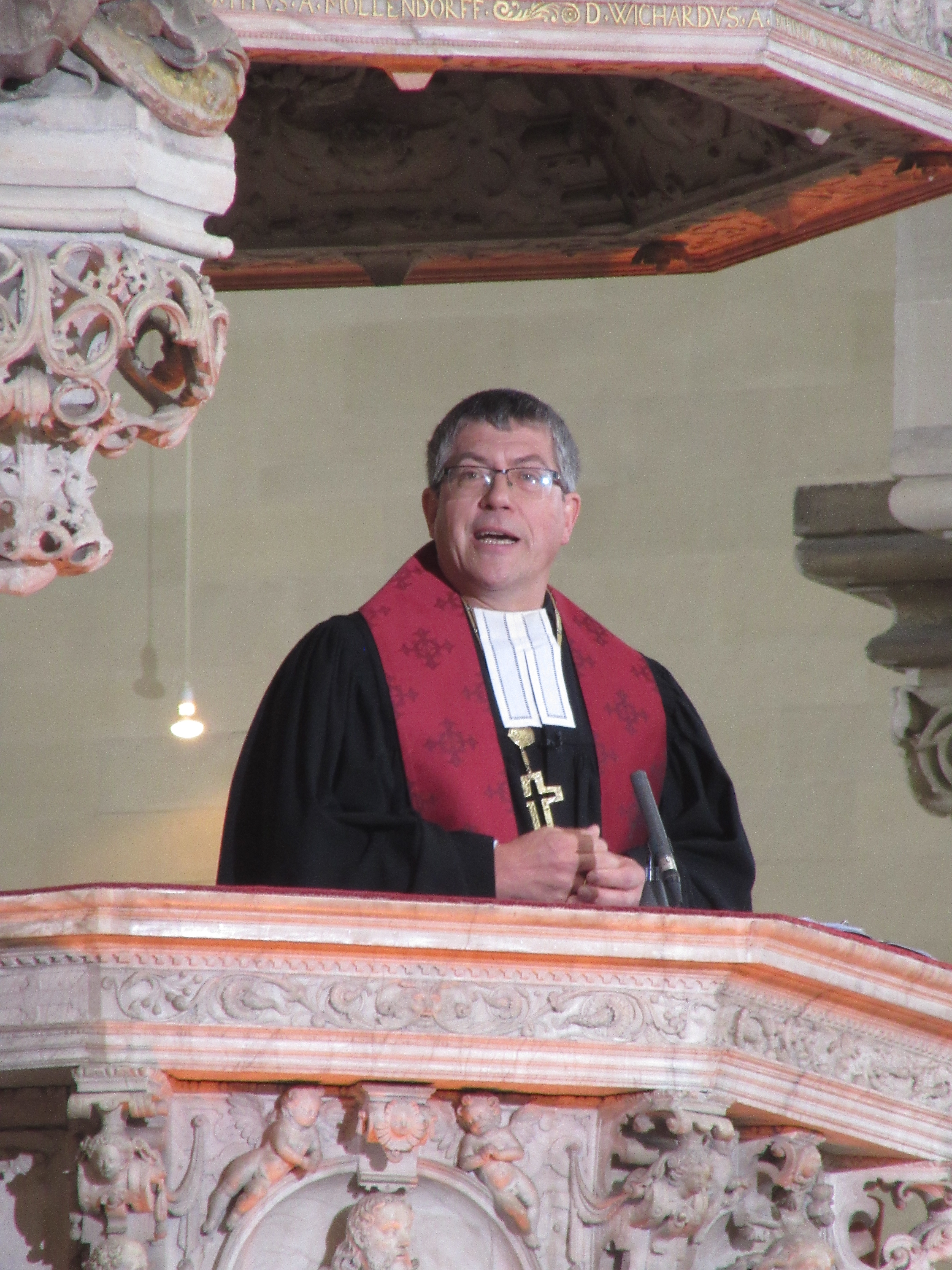
2019年9月7日マグデブルク
大聖堂での礼拝説教

ヨハン・フリードリヒ・クラーマー（ドイツ語:  Johann Friedrich Kramer 、旧姓シュルツ、1964年10月30日、グライフスヴァルト -）はドイツの福音主義教会牧師。東ドイツで生まれ育った福音主義神学者でもある。2019年9月7日、中部ドイツ福音主義教会の監督に就任した。

## 経歴
クラーマーの父はヴィッテンベルク説教セミナー代表であった。フリードリヒ・クラーマーはアビトゥーア試験を終えた後、1983年から1985年まで、リューゲン島プローラにある東ドイツ国家人民軍建設部隊に入営した。
フリードリヒ・クラーマーは福音主義神学を東ベルリンフンボルト大学で学んだ 。
1991年に第1次神学試験、1993年第2次神学試験に合格し、ザクセン＝アンハルト州クヴェーアフルトでキルヘンプロヴィンツ＝ザクセン福音主義教会の牧師に任職した。1993年から1996年まで、クヴェーアフルトに近いローダースレーベンとガターシュテットで牧師を務めながら、クヴェーアフルト教会地区の青年伝道担当も兼任した。1997年から2002年まで、妻のザビーネ・クラーマーと共にハレ・アン・デア・ザーレで学生牧会担当になった。2004年から福音主義教会立ハレ音楽大学の客員講師として、聖書の授業を担当した。

2009年1月1日、ルターシュタット・ヴィッテンベルクにある社団法人ザクセン・アンハルト福音主義アカデミーのディレクターに就任した。
2019年、中部ドイツ福音主義教会 のイルゼ・ユンカーマン監督が監督職延長をおこなわず、引退することを表明した。東部地域出身のフリードリヒ・クラーマーは次期州教会監督候補者の1人になった 。2019年5月10日、次期州教会監督を選出する中部ドイツ福音主義教会総会が開催された。監督選出選挙の3回目投票で、フリードリヒ・クラーマーは規定数を満たして次期州教会監督に選ばれた。2019年9月7日、マグデブルク大聖堂において、フリードリヒ・クラーマーは中部ドイツ福音主義教会監督に就任した。
2020年9月16日、フリードリヒ・クラーマーはドイツ福音主義教会 (EKD)の代表として、ドイツキリスト教会活動共同体指導部メンバーに選出された 。
指導部入りした後、クラーマーは以下の発言をおこなった。

## その他の活動
福音主義教会学徒共同体向け讃美歌集の発行に際して、フリードリヒ・クラーマーは共同編集人として関与した。編集発行だけでなく、この讃美歌集の録音に際してはメインボーカルとして参加した 。